# Бопрео

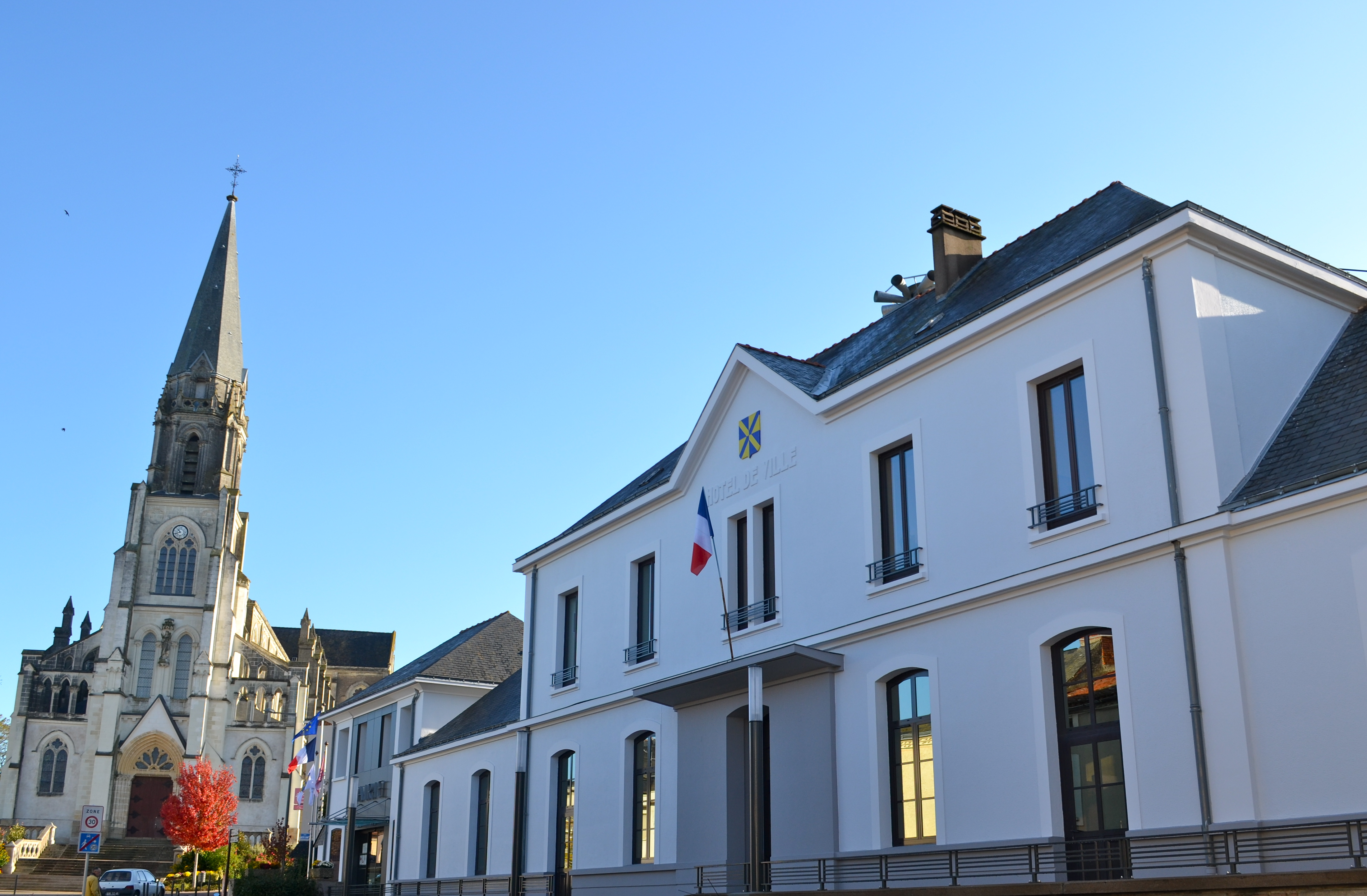
Церковь XIX века и мэрия

Бопрео́ (фр. Beaupréau) — город и коммуна во Франции, в регионе Пэи-де-ля-Луар, департамент Мен и Луара. Население — 6784 человек (2010); жители зовутся bellopratains.
Бопрео расположен на расстоянии примерно 310 км к юго-западу от Парижа, 45 км восточнее Нанта, 45 км юго-западнее Анже; на правом берегу Эвры (fr), левого притока Луары.

## История
22 апреля 1793 года вандейцы разбили при Бопрео (fr) республиканские войска. 14 февраля 1794 года произошло новое сражение (fr), закончившееся отступлением вандейцев.

## Достопримечательности
Бопрео имеет красивую церковь XIX века в стиле неоготики (1863), здание бывшего общинного коллежа, служившего местом сбора вандейцев, старый замок XV—XVI вв., расположенный на возвышенности посреди парка с источником минеральных вод, а также новая часть замка, выстроенная в XIX веке.